# راکسبری (بوستون)
راکسبری، بوستون (به انگلیسی: Roxbury, Boston) یک منطقهٔ مسکونی در ایالات متحده آمریکا است که در ماساچوست واقع شده‌است.